# Natació als Jocs Olímpics d'Estiu de 1932 - 100 metres esquena femenins
Els 100 metres esquena femenins va ser una de les onze proves de natació que es disputaren als Jocs Olímpics d'Estiu de Los Angeles de 1932. La competició es disputà entre el 9 i l'11 d'agost de 1932. Hi van prendre part 12 nedadores procedents de 7 països.

## Medallistes
| Or                 | Plata                | Bronze               |
| Eleanor Holm (USA) | Bonnie Mealing (AUS) | Valerie Davies (GBR) |

## Rècords
Aquests eren els rècords del món i olímpic que hi havia abans de la celebració dels Jocs Olímpics de 1932.
| Rècord del Món | 1' 18.2" | Eleanor Holm | Jones Beach (USA) | 16 de juliol de 1932 |
| Rècord Olímpic | 1' 21.6" | Marie Braun  | Amsterdam (NED)   | 9 d'agost de 1928    |

En la primera semifinal Eleanor Holm va establir un nou rècord olímpic amb un temps d'1' 18.3".

## Resultats

### Semifinals
Es van disputar el dimarts 9 d'agost de 1932. Les dues millors nedadores de cada sèrie i la millor tercera passaven a la final.
Semifinal 1
| Posició | Nedadora              | Temps  | Qual. |
| ------- | --------------------- | ------ | ----- |
| 1       | Eleanor Holm (USA)    | 1:18.3 | QQ OR |
| 2       | Bonnie Mealing (AUS)  | 1:21.6 | QQ    |
| 3       | Phyllis Harding (GBR) | 1:22.6 | qq    |
| 4       | Puck Oversloot (NED)  | 1:23.5 |       |
| 5       | Misao Yokota (JPN)    | 1:25.1 |       |

Semifinal 2
| Posició | Nedadora             | Temps  | Qual. |
| ------- | -------------------- | ------ | ----- |
| 1       | Valerie Davies (GBR) | 1:22.0 | QQ    |
| 2       | Joan McSheehy (USA)  | 1:22.5 | QQ    |
| 3       | Ruth Kerr (CAN)      | 1:28.2 |       |
| 4       | Maria Lenk (BRA)     |        |       |

Semifinal 3
| Posició | Nedadora              | Temps  | Qual. |
| ------- | --------------------- | ------ | ----- |
| 1       | Marie Braun (NED)     | 1:23.8 | QQ    |
| 2       | Joyce Cooper (GBR)    | 1:25.0 | QQ    |
| 3       | Marjorie Linton (CAN) | 1:29.1 |       |

### Final
Es va disputar el dijous 11 d'agost de 1932: Marie Braun no va poder competir a la final perquè estava ingressada a l'hospital per culpa d'infecció a la sang provocada per una picada de mosquit.
| Posició | Nedadora              | Temps  |
| ------- | --------------------- | ------ |
| 1       | Eleanor Holm (USA)    | 1:19.4 |
| 2       | Bonnie Mealing (AUS)  | 1:21.3 |
| 3       | Valerie Davies (GBR)  | 1:22.5 |
| 4       | Phyllis Harding (GBR) | 1:22.6 |
| 5       | Joan McSheehy (USA)   | 1:23.2 |
| 6       | Joyce Cooper (GBR)    | 1:23.4 |